# Jeff Duback
Jeff Duback (San Diego, 5 de janeiro de 1964) é um ex-futebolista profissional estadunidense que atuava como goleiro.

## Carreira
Jeff Duback se profissionalizou no San Diego Nomads.

## Seleção
Jeff Duback integrou a Seleção Estadunidense de Futebol nos Jogos Olímpicos de 1988, de Seul.